# Săsciori (gmina)
Săsciori – gmina w Rumunii, w okręgu Alba. Obejmuje miejscowości Căpâlna, Dumbrava, Laz, Loman, Pleși, Răchita, Săsciori, Sebeșel i Tonea. W 2011 roku liczyła 5757 mieszkańców. 